# F-03L
arrows ケータイ F-03L（アローズ ケータイ エフ ゼロサン エル）は、富士通コネクテッドテクノロジーズ（現・FCNT）から発売された、NTTドコモの第3.9世代移動通信システム（Xi）と第3世代移動通信システム（FOMA）のデュアルモード端末で、ドコモ ケータイ（spモード）の一つである。

## 概要
Androidフィーチャーフォン（いわゆるガラホ）のドコモ ケータイでは冬モデルのSH-02Lに続く端末。富士通製では2015年6月発売のF-05G以来約4年ぶりとなり、らくらくホンシリーズを除くspモードケータイにおいては富士通コネクテッドテクノロジーズ発足後初の端末となる。

## 機能
ディスプレイの大きさ・解像度は前身機種のF-05Gと同じだが、メールや電話帳などの文字表示を標準（メール機能の標準フォントサイズ）の約1.8倍まで拡大表示が可能となった。また、F-05Gに採用されている「最大輝度モード」や「あわせるビュー」はF-03Lでも引き続き搭載されている。フォントは「UD新丸ゴフォント」が採用されている。
F-05Gでは非対応だったVoLTEは次世代通話用コーデックであるEVS-WBと合わせて対応したほか、雑踏など騒音が多い場所でも相手の聞こえにくい声を音域ごとに強調・補正する「はっきりボイス」も搭載する。F-05Gに搭載されている「あわせるボイス2（高齢になるほど聞こえにくい高音部を調整して聞き取りやすくする機能）」や「でか着信音」はF-03Lにも搭載されているほか、F-05Gに搭載されていた「でか音声」は高性能大型レシーバーの搭載により受話音量の最大音量が約2段階分アップされ「でかボリューム」へ強化された。
F-05Gにも搭載されていたお気に入り機能ボタンや富士通独自機能であるクイックダイヤル/メール（事前登録することで電話番号やメールを待受画面から2タッチで通話やメール作成が可能な機能）、クイックスケジュール（待受画面から4桁または8桁の数字を入力して直接スケジュールに登録可能な機能）、お知らせタイマー（待受画面から60分計のタイマーやアラームが設定可能な機能）もF-03Lに引き続き搭載される。歩数計機能が搭載され、歩数・歩いた距離・消費カロリー・脂肪燃焼量の計測が可能なほか、閉じた状態でもサイドキーを押してサブディスプレイの表示を切り替えることで歩数の表示も可能である。サイドキーは閉じた状態で長押しするとマナーモードの設定・解除の切り替えが可能である。
F-05Gに備わっている防水性能（IPX5/IPX8）はF-03Lにも対応（メーカー独自の試験基準に基づき、浴室などの高湿度条件下での利用を確認済み）しており、防塵性能はF-05GのIP5X（直径75µm以下の塵埃が入った装置に端末を8時間入れてかくはんさせ、取り出したときに通信機器の機能を有し、かつ安全に維持する）からIP6X（直径75µm以下の塵埃が入った装置に端末を8時間入れてかくはんさせ、取り出したときに内部の塵埃が侵入しない機能を有する）へ強化され、新たにアメリカ国防総省の納品用規格であるMIL規格（MIL-STD-810G）14項目（落下・防水(浸漬)・防塵(6時間風速有り)・塩水耐久・防湿・耐日射(連続)・耐振動・防水(風雨)・高温動作(60℃固定)・高温保管(70℃固定)・低温動作（-20℃固定）・低温保管(-30℃固定）・低圧動作・低圧保管）準拠の試験をクリアするとともに、まげ・ねじり・落下などの強度試験や開閉ヒンジ部の耐久試験もクリアする耐久性能となった。
さらに、F-05Gでは非搭載だったGPSやおサイフケータイも搭載されるようになったが、F-05Gに搭載されていたLINEアプリは非搭載となり、LINEアプリをダウンロードしての使用も不可となった。2021年9月6日に本体アップデートにより+メッセージが搭載された。
ドコモオンラインショップなどの直営店での定価は31,680円である。

## 搭載アプリ
ドコモのアプリ
- 電話アプリ
- ドコモ電話帳
- メモ
- スケジュール
- ドコモメール
- ドコモデータコピー
- 災害用キット
- あんしんセキュリティ
- iDアプリ
- あんしんナンバーチェック
- あんしんフィルター
- おサイフケータイ
- 楽天Edy→2022年10月、アプリ内提供サービスの大幅なサービス縮小。残高確認以外はブラウザを利用し、楽天Edy公式ホームページのメニュ「チャージ・残高照会」を手動で通さなければならない。
- ドコモ留守電
- 緊急速報「エリアメール」
- ドコモ地図ナビ→2023年2月28日をもってサービス終了
- dアカウント設定
- ドコモアプリ管理
- ドコモ位置情報
- あんしんマネージャー

メーカーアプリ
- 通話メモ
- 伝言メモ
- 短縮ダイヤル
- ボイスレコーダー
- SMS→+メッセージ
- Eメール
- Exchange
- カメラ
- テレビ
- ブラウザ
- 目覚まし
- お知らせタイマー
- QRコードリーダー
- 赤外線
- 電卓
- 歩数・活動量計
- エコモード
- 音楽
- データ
- 設定
- 取扱説明書
- @Fケータイ応援団(2019年12月をもって更新終了)

## 歴史
- 2019年
  - 5月16日 - 2019年夏モデルの1機種として開発を発表[6]。
  - 7月11日 - 発売日を発表[7]。
  - 7月19日 - 発売。

## アップデート
最新のアップデートを行った場合、過去に実施されたアップデートがすべて適用される（一時提供見合わせにより2021年9月6日のアップデートが未実施の場合は、同年12月20日のアップデート実施により機能追加が適用される）。
2019年12月5日のアップデート
- まれに端末の充電ができない場合がある不具合が改善される
- ビルド番号がV12R072AからV13R073Dへ変更される

2020年8月25日のアップデート
- ごくまれに緊急通報（110番、118番、119番）発信ができない場合がある不具合が改善される
- ビルド番号がV13R073DからV14R074Aへ変更される

2021年7月5日のアップデート
- スケジュール/メモにおける祝日情報が改善される
- ビルド番号がV14R074AからV15R075Bへ変更される

2021年9月6日のアップデート
- 「+メッセージ」アプリが搭載され、起動するSMSアプリが既存のSMSアプリから「+メッセージ」アプリへ変更される（既存のSMSアプリに戻すことも可能）
- ビルド番号がV15R075BからV25R119Aへ変更される

2021年12月20日のアップデート
- 品質改善が実施される
- ビルド番号がV25R119AからV26R120Aへ変更される

2022年7月26日のアップデート
- ドコモnanoUIMカード Ver.7（グリーン）を挿入した際の不具合（緊急通報(110番、118番、119番)時に通知する位置測位制度が下がる事象と「イマドコサーチ」「ケータイお探しサービス」が利用不可及びドコモ位置情報の設定が不可の事象）が改善される
- ビルド番号がV26R120AからV28R122Aへ変更される

2022年9月7日のアップデート
- Microsoft Exchange OnlineにてOAuth2.0認証に対応する
- ビルド番号がV28R122AからV29R123Bへ変更される

2023年3月22日のアップデート
- 品質改善が実施される
- ビルド番号がV29R123BからV30R124Aへ変更される